# Francesc Pla i Duran

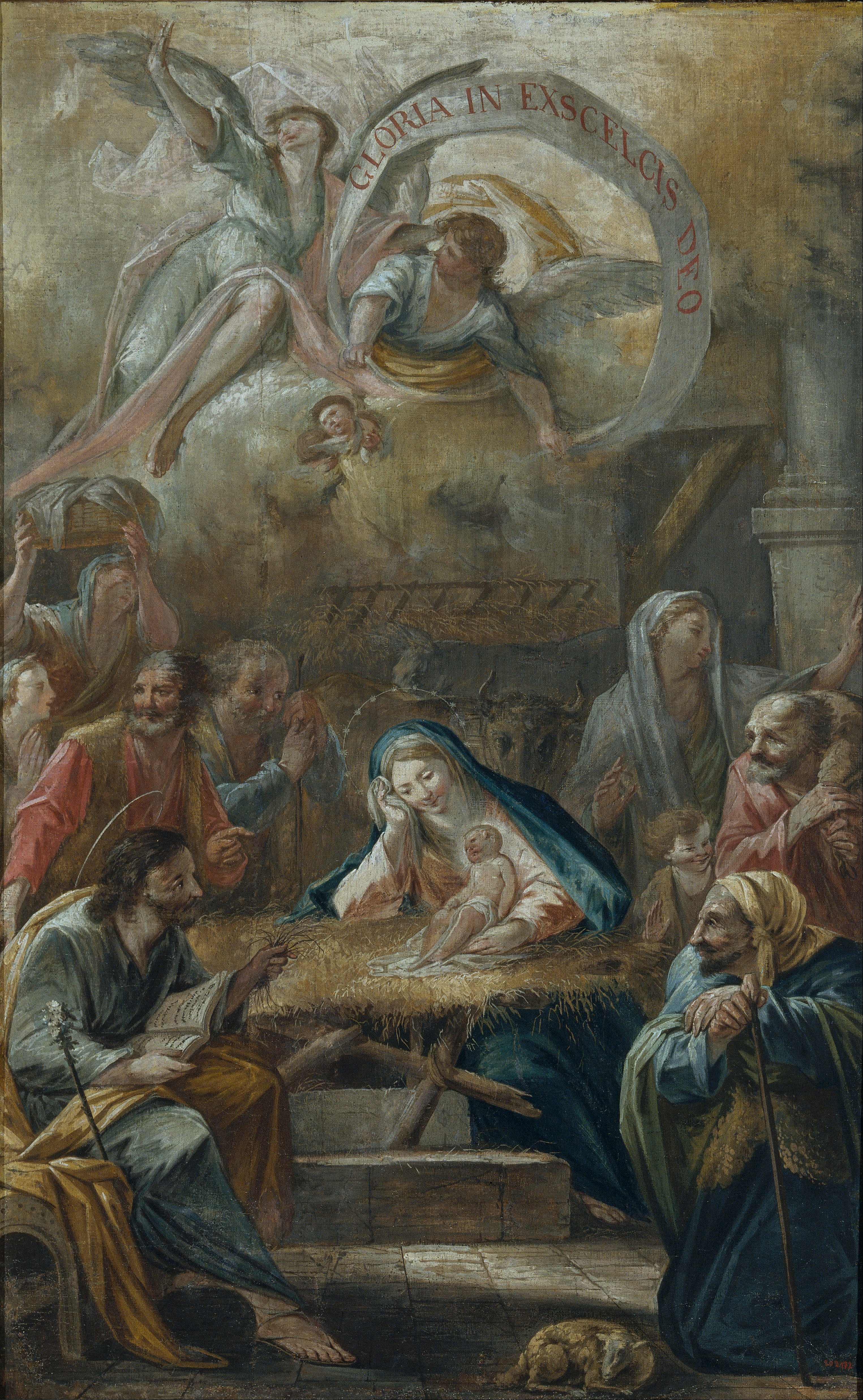
Naixement de jesús i l'adoració dels pastors MNAC.

Francesc Pla i Duran   (Vic, 1743 - Barcelona, 1805), conegut com «El Vigatà», fou un pintor català.

## Biografia i formació
Francesc Pla el Vigatà és conegut per les pintures murals decoratives de cases particulars barcelonines. El seu sobrenom prové de la seva ciutat de procedència, Vic. Era fill d'un torner anomenat Onofre Pla, amb qui va poder aprendre l'ofici del dibuix i la pintura amb gran èxit, per aquest motiu el seu pare el va portar al Taller dels germans Tramullas, per donar-li una formació superior que a Vic no podia adquirir. El 1757 entrà al taller de Francesc i Manuel Tramullas com aprenent durant sis anys. Aquests abans havien estat deixebles d'Antoni Viladomat i eren pintors de gran prestigi de la ciutat amb una activitat artística variada: decoracions d'interiors de palaus, pintura sobre tela, realitzacions escenogràfiques, dibuixos, etc.
El 1768 el Vigatà es va casar amb Antonia Grau, i el desembre del 1771 va ingressar com a mestre pintor del Col·legi de Pintors de Barcelona on s'avaluava la capacitat teòrica i pràctica del pintor, per tal de poder exercir l'ofici. La primera prova era l'examen secreto, sense que l'artista es pogués preparar; i finalment l'examen de la theorica de la Arte de Pintar, que va respondre, segons els examinadors, amb gran èxit. Ser col·legiat implicava poder treballar públicament, tenir obrador, fadrins i aprenents, i sobretot, implicava defensar uns privilegis i complir unes obligacions professionals- com per exemple pagar els impostos corresponents-. A partir del 1777 l'artista està documentat com a tal al Cadastre de Barcelona, però a partir del 1798 ja no hi consta. No obstant, el 1805 sabem que residia a Barcelona quan hi va morir, d'un atac de feridura, el 26 de febrer als 62 anys. És el pintor més important de la pintura catalana de l'etapa tardobarroca a cavall entre el barroc i el classicisme, i pinta una part important dels palaus barcelonins del darrer quart del segle xviii.

## Obra primerenca
El Vigatà era conegut per la seva personalitat individualista, el seu estil es desenvolupa al marge dels corrents acadèmics dominants a finals del segle xviii. En la seva obra es pot veure un estil absolutament original i vigorós amb un traç espontani i lliure, propens a solucions rococós i molt lluny d'allò rígid que es divulgava des de l'Academia de San Fernando i l'Escola Gratuïta de Dibuix de Barcelona.
Del que no hi ha cap dubte és que va rebre una herència de la cultura artística de la mà d'Antoni Viladomat i del pintor i escenògraf Ferdinand Galli “el Bibiena”, del qual els germans Tramullas havien heretat el taller i al qual el Vigatà va ingressar el 1757.
La pinzellada és característica d'un estil propi i és el reflex de la seva espontaneïtat. Per els seus murals solia usar la tècnica al fresc o el tremp sobre tela o sobre guix, normalment afegia els detalls un cop s'havia assecat el treball.
Es pot dir que es va dedicar a pintar tant temes religiosos com mitològics. Pel que fa als primers, predominen escenes de l'Antic Testament, destaquem la història de Tobies pintada en diferents palaus i cases. Aquest tema era un dels seus preferits pel significat que tenia de protecció als infants i a la llar, va ser un referent pel mateix bisbe de Barcelona (Gabino Valladares) que no sols l'usava per enriquir els seus sermons sinó que també li va encarregar un programa decoratiu al Vigatà amb aquesta mateixa temàtica. Francesc Pla sovint també pintava els déus de l'Olimp o herois clàssics als salons de residències, mentre que les religioses solien estar en estances més privades.
D'acord amb la cultura de la Il·lustració la font d'inspiració era la literatura clàssica. L'art bevia del corrent literari que creava nous continguts com les el pintor va fer a Can Cortada de Vic, a partir de l'obra literària de moda en aquell moment, Les Aventures du Thélemaque, escrita per Fénéleon. Però es nota que és una obra primerenca, ja que no tenen gaire força expressiva, el moviment és contingut, no hi ha massa contrastos de llum i color, el paisatge no té un tractament naturalista i més aviat tendeix a l'abstracció.

### Casa Fontcuberta
La Casa Fontcoberta de Vic està situada al carrer de la Riera de Vic i es creu que aquesta magnífica decoració va ser encarregada per Miquel Fontcoberta Mogades. Els Fontcoberta eren una família de terratinents lligats a la milícia.
La casa ha patit reformes al saló: una restauració de les pintures a principis de segle, que va malmetre l'obra al perdre’s el traç del pintor; l'obertura de dues finestres al mur, destruint part de la pintura; i també es van canviar les portes per unes de vidre, trencant així amb la unitat decorativa. Tot i estar força malmeses, les antigues portes han estat trobades i constitueixen un exemple magnífic de l'obra de Francesc Pla el Vigatà, en la mesura que hi podem veure la seva característica pinzellada, el seu traç expressiu que s'afirma sobretot en els cabells dels personatges, els detalls dels seus rostres, els gestos i en els plecs de les robes.
Aquestes obres són un exemple dels primers treballs del pintor en la dècada del 1770, després de treballar en la Casa Cortada. Fontcoberta li va encarregar decorar el saló amb imatges de La Metamorfosi d'Ovidi, així com quatre al·legories en les portes de la sala. El gust pels clàssics i els gravats que circulaven per l'època li van servir d'inspiració.
Es tracta d'una composició molt dinàmica i força dramàtica, expressada tècnicament per una estructura piramidal definida per les línies ascendents que són marcades pels cavalls i els braços de Faetont i Júpiter. No es coneix del Vigatà una altra obra amb aquestes característiques tècniques per això es pensa que va fer servir un gravat com a model. Per la fotografia del saló, que va prendre Adolf Mas a principis de segle, s'hi poden apreciar uns cavalls galopant enganxats a un carro i conduïts per un personatge que tant podria ser el déu Sol com el seu fill Faetont abans de la seva caiguda. I en la porta l'al·legoria de la Nit. En el Saló el Vigatà hi va pintar també, Perseu i Andròmeda i Píram i Tisbe, fan referència a històries de temàtica amorosa narrades per Ovidi. Aquest és un exemple de com el pintor es basava en models compositius moderns gràcies a gravats.
La fotografia d'arxiu ens permet veure els canvis soferts després de la restauració que afecten sobretot a Andròmeda, que es mostrava a contrapposto lligada de cara el mar i agenollada direcció la roca per tal d'evitar el monstre, aconseguint així un gran dramatisme. Aquí, i com és característic del pintor, el paisatge queda en segon terme davant del sentit narratiu.
La pintura de Píram i Tisbe avui no té consistència a causa de la restauració que ha sofert. Les fotografies antigues presenten l'escena amb un més alt grau de dramatisme en el gest dels personatges. La figura de Píram ens recorda al Telèmac adormit de la Casa Cortada, però aquí el personatge presentava una evolució qualitativa, sobretot per la representació de les robes menys enganxades i els cabells solts. El seu rostre mostrava més angoixa a conseqüència de l'acció dramàtica del moment, tot just abans de clavar-se l'espasa.
La Nit era l'al·legoria que es representava a la banda del Saló, mentre que a l'altra banda, per oposició s'hi representava el Sol. La Nit era una figura femenina de gest elegant, que respon al cànon ideal femení ideat per l'artista. El Sol és una figura femenina amb una lira i l'astre que projecte els seus raigs. A l'altre porta hi ha pintada La caiguda de Faetont.
Aquesta superposició de dues escenes també es dona a la part superior de la porta, on hi podem destriar una mà que agafa una vara amb dues serps entrellaçades, mentre que alhora distingim un cap amb unes ales a la manera de l'àngel Rafael de la història de Tobies.
Les al·legories que complementen el treball del Vigatà fan referència als quatre elements de la Terra i a les arts i els oficis. Els primers són La Terra, L'Aigua, el Foc i El Vent; i els segons són Arquitectura, Escultura, Pintura, Mestre de Cases, Música, Poesia, Medicina i Agricultura.
Pel que fa a les altres sales decorades no són decorades per Fransesc Pla el Vigatà, però presenten una proximitat estilística. El vigatà va participar en les grans representacions de les estances més importants, les que donaven prestigi al comitent, mentre els detalls ornamentals o les pintures de sales menys rellevants van ser executades per altres pintors que no formaven part del taller de l'artista.

## Etapa a Barcelona
La Catalunya del segle xviii, i en especial Barcelona, va viure una etapa d'esplendor gràcies a l'extensió i intensificació de l'agricultura, a la revitalització de l'activitat pesquera, al desenvolupament globalitzat del comerç i a la fluïdesa de l'intercanvi colonial -incrementat pels reials decrets de 1765 i 1778-, vinculat a les fàbriques de les indianes. L'esclat de l'art de la pintura mural en edificis privats des de la dècada de 1770, s'ha d'entendre dins el seu context social i econòmic.
La pintura decorativa es va veure especialment afavorida i la seva evolució va anar estretament lligada a aquelles famílies burgeses que provenien del món comercial. Famílies que davant de la seva nova condició social i desitjaven assimilar-se a l'estament nobiliari i per aquest motiu es feien ; remodelar i decorar les seves residències privades de la mà dels principals artistes d'aquest darrer quart de segle. Va tenir lloc un renaixement de l'activitat artística catalana que va culminar el 1775 amb la creació de l'Escola Gratuïta de Dibuix a l'edifici de la Llotja. És així com va sorgir ; la moda d'ornamentar amb pintures amb pintures al fresc o al tremp els interiors d'aquests habitatges. La decoració pictòrica d'aquestes cases senyorials estava en voluntat de plasmar de forma visual la seva nova condició privilegiada, responent a unes inquietuds estètiques i a unes formes de vida, orientades ja cap a la Il·lustració.
Els programes pictòrics decoratius catalans es troben essencialment en l'interior de les residències, conformen la decoració fastuosa dels salons principals on es desenvolupava la vida pública i social. Van emmarcades per un trompe-l'œil, que atorga un ritme i regularitat classicista al programa i, en molts casos, una sensació d'horror vacui. Aquests inclouen arquitectures fictícies, repeticions ornamentals basades en motius vegetals, medallons o inclús elements heràldics referents als comitents; conjunts escultòrics i relleus; indianes, sedes i papers pintats; motllures, daurats, llums de cristall i fustes exòtiques. En definitiva, tot un exuberant conjunt destinat a projectar una imatge mediàtica de prestigi social. No obstant, aquest tipus de pintures són més valuoses pel seu valor iconogràfic que no pas estilístic.
L'arribada de corrents il·lustrades va implicar l'entrada d'un lleuger Neoclassicisme; un cert gust per les temàtiques profanes de caràcter clàssic que seran usades com a recurs iconogràfic.
L'obra del vigatà experimenta un canvi estilístic evolutiu que ens ajuda a ordenar tots els seus treballs, fent una aproximació cronològica. Les dècades de 1770 i 1780 té una obra eminentment barroca, ja que les composicions tenen sovint una estructura a partir de línies diagonals. Les figures són anatòmicament corpulentes, els colors són intensos, i la il·luminació envaeix l'espai des de
un punt alt esquerra, creant forts contrastos i ombres. És una etapa pictòrica en la que el pintor es va inspirar en models italians, fent ús dels gravats. N'és un exemple el Josuè aturant el sol, del Saló del Palau Episcopal de Barcelona (1785), on podem veure una clara assimilació amb Josuè aturant el sol, gravat de Geronimus Ferroni a partir de la pintura de Carlo Maratta. Durant els anys 1790 aquest barroc italianitzant tendeix cap a un estil més pròxim al rococó, que denota un afrancesament de les forme i els colors. Per exemple al Saló del Palau Moja (1791) els personatges es presenten més prims i s'expressen amb un gest més refinat, tendeix cap a una gamma de tons més freds, i la llum de les escenes és més uniforme, sense contrastos. Motius decoratius que acompanyen les escenes no són solament elements arquitectònics. Pintarà conjunts d'objectes disposats a la manera dels models que va crear Jean Charles de la Fosse per decorar els hotels, dels quals s'acumulaven nombrosos gravats.

### Palau del Bisbe
Poc abans de l'encàrrec al Palau del Bisbe, Francesc Pla va col·laborar amb el seu mestre i pintor Francesc Tramullas en la finalització dels treballs de la capella de Sant Marc de la Catedral de Barcelona. Tramullas havia realitzat bona part de les pintures d'aquest espai, però en no poder acabar-les per la seva mort el 1773, segurament el Vigatà intervigué en la seva finalització. Malauradament no s'ha conservat cap contracte que ho documenti però un acurat estudi estilístic permet veure-hi la seva mà en les dues pintures al tremp dels segments alts de les parets representant un Sant Sopar i un Sopar a casa d'Emaús (ca. 1775-1780). També acabà les pintures murals del segon tram de la paret on hi apareixen un àngel amb un tinter (al·lusiu a Sant Marc), un lleó, així com un pergamí al·lusiu als Evangelis i altres elements decoratius menors. Aquesta intervenció potser li permeté donar-se a conèixer i treballar en un altre encàrrec més ambiciós com el Palau del Bisbe, el treball més extens del Vigatà. El bisbe Gabino Valladares li va confiar la decoració del nou palau neoclàssic traçat per Josep Mas i Dordal. El pintor de Vic es va encarregar de decorar el saló, les dues façanes, el terrat, les escales, el terrat del sortidor, tres habitacions anomenades morada, rosa i groga, miradors, frisos i mampares de les habitacions del Sr. Provisor i el seu secretari, el menjador, la sagristia, el sostre de la llibreria i els passadissos, els gabinets i les decoracions de les dependències del bisbe. Però sols es conserven en el seu emplaçament original les pintures del saló amb escenes de l'Èxode principalment, i el sostre de la biblioteca amb l'al·legoria dels cinc continents. També hi ha vuit escenes sobre la història d'Abraham, i dues escenes de sis que formaven part del cicle de Tobies, que van ser arrancades i col·locades en altres sales. Algunes escenes han estat pintades en grisalla i d'altres amb tons suaus on predomina el blau cel, l'ocre i el rosat pàl·lid, deixant de banda els tons intensos que usava sobretot a la dècada els 1770.

### Casa Ribera
Cap al 1793, el corredor reial de canvis Joan Ribera i Oriol va encarregar al «Vigatà» la decoració de la seva llar, tot i que les pintures van ser adquirides per Eusebi Güell i Bacigalupi el 1901 i el 1934 les va comprar Pau Casals. En l'actualitat, el conjunt pictòric es pot contemplar en una sala específica dedicada a l'artista Vigatà, que s'ha habilitat a la Vil·la Pau Casals i que reprodueix la distribució originària del saló. Es tracta d'un programa pictòric protagonitzat pels déus de la mitologia clàssica, de la temàtica amorosa amb Apol·lo i Dafne, Venus i Adonis, etc., presidits per Ceres (al·legoria de la prosperitat econòmica). Hem de suposar que la part més decorativa va ser realitzada per un altre pintor. Per les coincidències formals i iconogràfiques es creu que aquest va ser Llucià Romeu (1761-1846), cunyat i col·laborador de Francesc Pla.
El programa conservat són pintures al tremp sobre tela adherida a la paret, ocupant una superfície de 170 m². Es tracta de nou plafons murals, de mides diferents, amb escenes mitològiques fàcilment identificables com els Amors dels déus de l'Olimp, segons narra les Metamorfosis d'Ovidi. D'esquerra a dreta, trobem els relats de Bacus i Ariadna; Pan i Siringa; una escena de difícil interpretació que identifiquem com la d'Acis i Galatea; Mart i Venus; Mercuri i Venus; Venus i Adonis; Leda i el Cigne; Juno i Júpiter i, finalment, Apol·lo i Dafne. Algunes d'aquestes històries acaben amb l'alegria dels seus protagonistes i d'altres de manera dramàtica, això ens indica que darrere aquesta composició s'amaga una lectura moralitzant.
En el sostre hi ha pintada una gran al·legoria dedicada al comerç marítim i a la prosperitat econòmica de Barcelona, simbolitzada a partir dels déus Ceres i Mercuri. La composició ocupa tot l'espai i està emmarcada per una decoració vegetal entrellaçada. A les cantonades al·legories personificades per putti ; A més cadascun dels costats presenta, a la part central, uns medallons vuitavats amb efígies, dos busts femenins i dos de masculins, on es recolzen sirenes, que recorden les cariàtides de l'època clàssica, i d'on sorgeixen garlandes sostingudes per altres angelets.
Les fons documentals són les Metamorfosis d'Ovidi, de fet “els amors dels déus” va ser una de les temàtiques més recurrents en aquest tipus de programes, sovint de lectura moralitzant. El relat ovidià captiva a artistes i teòrics del corrent il·lustrat pel seu caràcter sensual i eròtic, ; no sols va servir com a referent literari sinó tb iconogràfic per a les composicions plàstiques.
L'amor es converteix en el fil conductor de les diverses escenes, aquest apareix reflectit en totes les seves connotacions i conceptes que se li vinculen -com l'amor cast i lasciu, la infidelitat, la fugacitat de la passió amorosa,l'amor enganyós, la fidelitat, el matrimoni o la força cega de l'amor-. En general, aquests amors són conseqüència del desig de bellesa femenina, la majoria acaben amb un final tràgic, i la seva lectura és exportable a les passions humanes. De fet, el programa no va més enllà del simple goig contemplatiu d'unes escenes que mostren la visió més plàcida i idealitzada de l'Antiguitat. Es tracta d'un programa molt il·lustrat, l'ideòleg del qual hem de considerar el mateix Joan de Ribera, un home culte que encarregà aquesta decoració amb el desig d'homenatjar els grans autors clàssics i les obres que aquests ens han deixat.
El programa del saló Ribera pot ser llegit com un llibre. En la composició de Júpiter i Juno hi ha dues zones clarament diferenciades: a la part superior es troba Juno, més celestial, pura i sincera; i a la zona inferior Júpiter que representa el món mundà, on els pecats són més fàcils de cometre. Apareixen sostinguts per uns “amoret” que és una personificació de Cupido.
En el plafó que relata la història d'Apol·lo i Dafne el pintor ha escollit el moment de més dramatisme de la història, l'instant de la metamorfosi de manera instantània i molt fotogràfica. Però Dafne no presenta una contorsió lliure, sinó que manté la frontalitat clàssica i només gira el cap lleugerament cap al seu opressor. No veiem l'horror reflectit en el seu rostre, sinó que més aviat es mostra passiva, esperant la seva transformació, ens presenta una nimfa fugint, però amb una actitud calmada i molt classicista. El pintor ha seguit fidelment la descripció que fa Ovidi de la nimfa, dotant-la d'una blancor extraordinària i d'una cabellera rossa; però, en comptes de deixar-la solta i moguda pel vent, com narra la Metamorfosi, li ha atorgat un tractament classicista.
Leda i el Cigne és sens dubte l'afer amorós més exòtic de tots els representats al Saló de la Casa Ribera. Precisament per l'erotisme del relat, aquest va ser molt popular entre els intel·lectuals i artistes de l'època. Ovidi només cita de passada el nom de Leda ;però no diu res del procés de seducció, pel
que hem de suposar que el relat era conegut per la versió de Boccaccio. Es tracta del plafó més sintètic de tot el programa, ja que es limita a representar la parella d'enamorats. El Pintor ha plasmat just el moment de seducció però d'una manera molt classicista, amb prou feines s'intueix l'acte sexual.
En un altre plafó apareix el Triomf de Bacus i Ariadna, on la parella apareix sobre el carro triomfal tirat per lleopards, mentre els acompanya un seguici de sàtirs i bacants. Narra l'instant més íntim de la parella, anterior a la celebració del seu casament, però, també de màxima exaltació d'amor. És l'instant en què Bacus pren la corona de la deessa per col·locar-la al cel. Aquí la corona és símbol de l'amor victoriós.
Pan i Siringa protagonitzen una de les composicions representades en el saló. Pan apareix habitualment relacionat amb el culte a la cabra, que simbolitza la Luxúria. Ens trobem, altre cop, davant un intent de seducció amb un final tràgic. L'artista capta just el moment en què ambdós apareixen entre els joncs: Siringa en plena metamorfosi, aixecant els braços amb una actitud marcadament clàssica mentre Pan ja està abraçant les canyes.
El plafó de Mart i Venus narra l'adulteri que comet Venus amb el déu Mart. Ve a simbolitzar que l'Amor (Venus) triomfa sobre la Guerra (Mart); doncs, segons el relat mitològic fou Venus l'única a qui el déu no es va poder resistir. Simbolitza que la guerra sotmesa a la força de l'amor i la bellesa. L'artista ens presenta la versió ovidiana més reproduïda pels pintors francesos del segle xviii, amb Mart i Venus dins un bosc, reclinats sobre d'un núvol, mentre els amortes juguen amb les armes que el déu ha abandonat en veure's seduït per l'amor.
En Venus i Adonis de nou l'artista ha triat just el moment crucial del relat, quan Adonis és atacat per l'animal i demana ajuda als déus. S'hi veu representada l'arribada de Venus abans que l'heroi hagi mort, quan ella sent els crits de socors i baixa del cel per salvar-lo. Però el pintor modifica el relat ovidià aconsegueix suavitzar el seu dramatisme. A terra jeu Adonis, mentre l'està mossegant un porc senglar, que és símbol de luxúria. Però aquí no representa la idea de luxúria, aquí representa que les imprudències són perjudicials i sovint porten a la desgràcia.
Mercuri i Venus, en aquesta ocasió es representa la seducció de la deessa per part de Mercuri, que mentrestant aprofita per robar-li el seu cinturó màgic. El que s'està plasmant és la utilització de l'amor per aconseguir algun propòsit deshonest. Una parella de coloms blancs, simbolitzen l'amor i la castedat, però alhora, la luxúria, si aquest ; amor es consumeix amb egoisme. Mercuri apareix unit a Venus en un petó, apareix representat a la romana amb una constitució atlètica i portant el casc, les sandàlies alades i el caduceu que l'identifica com a déu del comerç. En el sostre de la casa Rivera tenim aquesta significació que va ser molt popular a la Catalunya del 1700 i 1800.
Acis i Galatea és l'escena de més difícil identificació del programa. Explica la història ovidiana que explica com Galatea, una nimfa marina que vivia a Sicília, s'enamorà perdudament d'Acis, que era un pastor jove i atractiu. El seu amor va ser correspost. Tanmateix, la nereida era alhora estimada per Polifem (fill de Posidó) un ciclop d'un sol ull. Faria referència a la gelosia en l'amor que pot dur a la desgràcia si aquesta actua en desproporció.
Al sostre s'hi representen una sèrie d'al·legories disposades en medallons. En el primer de tots començant per l'esquerra, un angelet sosté una tela mentre l'altre aixeca unes tisores. A la part inferior es veu una roda, o una mena de recipient cilíndric, que es podria interpretar com una referència a la confecció de les indianes; El segon medalló, un dels putti sosté un mirall cap per vall (el mirall és símbol de prudència o bé veritat) i l'altre aixeca un grapat de raïm fent referència a la producció, a la venda de vins a les colònies americanes i en definitiva als intercanvis comercials; En el tercer dels medallons els angelets porten l'esfera armil·lar, símbol de l'astronomia i l'instrument de l'antiguitat que utilitzaven els vaixells per orientar-se. El globus fa referència al control sobre el món i és l'atribut que porta la fortuna. Per tant, es creu que aquesta composició fa referència a la universalitat del comerç català i a la dependència de l'atzar; Per acabar, l'última parella d'angelets aixequen un cometa que sorgeix d'un cabdell, estan reiterant que els vents són favorables per als comerciants catalans i; alhora ;el cabdell fa referència al cotó que procedia d'intercanvis amb el continent americà.

### Palau Savassona
Els darrers anys del segle xviii, pintà al tremp, per encàrrec del baró de Savassona, els sostres del nou Palau Savassona del carrer de Canuda, seu de l'Ateneu Barcelonès a partir de 1904. Només hi han sobreviscut una part d'aquests sostres pintats. Una de les pintures que en resta, totes amb motius mitològics -que d'alguna manera estan en concordança amb l'ús de l'estança-, és El judici de Paris al sostre del saló, a la planta noble.

## Llista d'Obres
| Obra                                                           | Any          | Técnica            | Localització                          |
| No imatge “La Verge del Pilar”                                 | c. 1760      | Al Tremp           | Museu Diocesà de Vic                  |
| No imatge Frescos Casa Cortada                                 | c.1770       | Al Fresc           | Casa Cortada                          |
| Perseu i Andròmeda                                             | c.1770       | Al Fresc           | Saló Casa Fontcuberta                 |
| Piram i Tirsbe                                                 | c.1770       | Al Fresc           | Saló Casa Fontcuberta                 |
| Al·legoria de la Nit                                           | c.1770       | Al Fresc           | Saló Casa Fontcuberta                 |
| Sant Sopar i Sopar a Casa d'Emaús i treballs decoratius menors | c. 1775-1780 | Al Tremp           | Capella Sant Marc. Catedral Barcelona |
| No imatge Decoració Casa Baulena                               | c.1785       | Tempera sobre Tela | Museu de les Arts Decoratives         |
| No imatge Frescos Casa Monistrol                               | c. 1785      | Al Fresc           | Museu de les Arts Decoratives         |
| Tobies i l'Àngel                                               | c. 1785      | Al Fresc           | Palau Episcopal de Barcelona          |
|                                                                | c. 1785      | Al Fresc           | Palau Episcopal de Barcelona          |
| Sostre Saló Palau Moja                                         | c.1791       | Al Fresc           | Palau Moja                            |
| Juno i Júpiter de Casa Ribera                                  | c. 1793      | Tremp sobre Tela   | Vil·la Pau Casals                     |
| Apol·lo i Dafne de Casa Ribera                                 | c. 1793      | Tremp sobre Tela   | Vil·la Pau Casals                     |
| No imatge Bacus i Ariadna Casa Ribera                          | c. 1793      | Tremp sobre Tela   | Vil·la Pau Casals                     |
| No imatge Leda i Cigne Casa Ribera                             | c. 1793      | Tremp sobre Tela   | Vil·la Pau Casals                     |
| No imatge Acis i Galeteta Casa Ribera                          | c. 1793      | Tremp sobre Tela   | Vil·la Pau Casals                     |
| No imatge Pan i Sirga Casa Ribera                              | c. 1793      | Tremp sobre Tela   | Vil·la Pau Casals                     |
| Venus i Adonis Casa Ribera                                     | c. 1793      | Tremp sobre Tela   | Vil·la Pau Casals                     |
| Mercuri i Venus Casa Ribera                                    | c. 1793      | Tremp sobre Tela   | Vil·la Pau Casals                     |
| La Visitació                                                   | c.1800       | Tempera sobre Tela | Museu Nacional d'Art de Catalunya     |
| El Naixement de Jesús i l'adoració dels Pastors                | c.1800       | Tempera sobre Tela | Museu Nacional d'Art de Catalunya     |
| El Naixement de la Verge                                       | c.1800       | Tempera sobre Tela | Museu Nacional d'Art de Catalunya     |
| La Casa de Nazaret                                             | c.1800       | Tempera sobre Tela | Museu Nacional d'Art de Catalunya     |